# Margret Göbl
Margret Göbl (26 de junio de 1938 en Nuremberg - 21 de junio de 2013 en Essen) fue una patinadora alemana.
Con su pareja y futuro esposo Franz Ningel, ella fue la medallista de bronce mundial de 1962, tres veces (1960-1962) medallista europea, y en tres ocasiones (1960-1962), campeona nacional alemana. La pareja también fue quinta en los Juegos Olímpicos de Invierno de 1960 en Squaw Valley. Ellos fueron entrenados por Rosemarie Brüning.
Margret Göbl creció en Oberammergau. Ella vivía en Frankfurt / Main y Duisburg con su esposo Franz Ningel.